# Causalité (sciences sociales)
Pour les articles homonymes, voir Causalité (homonymie).
La causalité désigne, en sciences sociales, l'origine d'un effet. Lato sensu, la causalité renvoie à la recherche des facteurs ayant provoqué tel ou tel phénomène social. Outre les grandes théories proposant des analyses à une large gamme d'événements, des démarches sociologiques explicatives diverses existent.

## Concept

### Définition
La causalité est l'origine de l'effet, c'est-à-dire ce qui l'a provoqué. La recherche de la causalité nécessite un cadre méthodologique qui rejette ou accepte un certain nombre de postulats dans l'objectif de remonter à la causalité première. Ainsi, plusieurs écoles de pensée et plusieurs théories ont cherché à expliquer les causes des phénomènes sociaux. Il s'agit d'un des principaux sujets de débats et de controverses en philosophie et en sciences sociales. Ces écoles de pensée ont utilisé plusieurs démarches méthodologiques.

### Démarches
La première démarche est la démarche causale. Pour remonter à la causalité, il s'agirait d'isoler les facteurs qui ont déterminé l'évolution d'une variable. Il convient donc de trouver la variable déterminante. Cette démarche est notamment adoptée par l'école holiste. Émile Durkheim, son père fondateur, mobilise les mathématiques pour chercher dans des données sur le suicide des régularités qui permettent d'isoler la variable déterminante.
La démarche compréhensive, issue de l'individualisme méthodologique, cherche à saisir la causalité d'une action en comprenant l'intention de l'auteur de cette action. Cette école de pensée rejette donc en grande partie les explications déterministes et remontent à la racine de l'intentionnalité. Un exemple est l'étude de Max Weber sur le lien entre le capitalisme et le protestantisme dans L'Éthique protestante et l'Esprit du capitalisme. Il montre comment les valeurs du calvinisme ont favorisé l'économie libérale.
La démarche fonctionnaliste, elle, cherche à trouver la fonction qu'assure un phénomène au sein d'un système donné. Selon l'école fonctionnaliste, tout phénomène social (une action d'un individu comme une institution créée par les individus) peut s'expliquer par le besoin auquel il répond au sein du système. En somme, l'individu ne faisant rien en vain, il est nécessaire de comprendre la fonction visée par l'auteur pour saisir la causalité. Un exemple est l'étude des rites religieux comme intégrateurs sociaux par Bronislaw Malinowski.
La démarche structuraliste veut mettre en lumière les structures ou formes qui donnent à un phénomène sa configuration, c'est une sorte de recherche de la grammaire sociale. Un exemple étant les recherches faites par l'école de Chicago pour expliquer les morphologies des villes américaines.
La démarche dialectique, enfin, cherche à expliquer un phénomène comme résultant d'une dynamique de forces sociales contradictoires. Un exemple est le travail de Norbert Elias sur l'émergence de l’État central à la Renaissance dans Sur le processus de civilisation. Il mobilise des thèses de la psychologie pour expliquer les évolutions dans les mœurs et les normes sociales.

## Thèses

### Marxisme
Le marxisme a cherché à remonter le fil de la causalité pour expliquer les phénomènes sociaux modernes, tels que l'émergence du capitalisme, l'aliénation ou l'antagonisme social. Ainsi, le matérialisme historique propose une interprétation de l'ensemble de l'histoire humaine à partir de l'économie et de conflits de classes sociales.

### Structuralisme génétique
Face au marxisme, le structuralisme génétique de Pierre Bourdieu a proposé plusieurs concepts qui permettent d'appréhender les comportements individuels. Bourdieu a par exemple soutenu la théorie de l'habitus, selon laquelle l'agent social agit en fonction de dispositions sociales en lui, qui ont été formées par ses décisions propres et sa construction sociale, qui, elles-mêmes, sont influencées par les structures sociales. Cette théorie permettait d'unifier le déterminisme social de l'individu et son libre arbitre.

### Théorie de la structuration
La théorie de la structuration d'Anthony Giddens propose une unification du structuralisme et des théories de l'acteur pour penser la vie en société.

### Structuro-fonctionnalisme
Talcott Parsons a proposé une théorie générale des systèmes sociaux.